# Панин, Лев Евгеньевич
Лев Евгеньевич Панин (род. 15 ноября 1935 года — 20 ноября 2013 года) — советский и российский биохимик, академик РАМН (1993), академик РАН (2013).

## Биография
Родился 15 ноября 1935 года. В 1960 году окончил Томский медицинский институт, а в 1963 году — аспирантуру при Ленинградском санитарно-гигиеническом институте.
В 1965 году защитил кандидатскую диссертацию («Влияние гормонов гипофиз-адреналовой системы на обмен у голодающих и диабетических животных»); в 1975 году — докторскую («Роль гормонов гипофиз-адреналовой системы и поджелудочной железы в нарушении холестеринового обмена при некоторых экстремальных состояниях»).
C 1963 по 1971 годы работал ассистентом кафедры биохимии Томского медицинского института.
С 1971 года — заведующий лабораторией биохимии Института клинической и экспериментальной медицины СО АМН СССР (ИКЭМ СО РАМН); с 1981 по 1987 год — заместитель директора ИКЭМ СО АМН СССР; в 1988—2013 годах — директор НИИ биохимии СО РАМН. Заведующий лабораторией молекулярных механизмов межклеточных взаимодействий НИИ биохимии.
В 1986 году избран членом-корреспондентом АМН СССР, в 1993 году — академиком РАМН. В сентябре 2013 года стал академиком РАН (в рамках присоединения РАМН и РАСХН к РАН).
Умер 20 ноября 2013 года. Похоронен на Заельцовском кладбище Новосибирска (квартал 92).

## Научная деятельность
Направления научной деятельности: биохимические механизмы и перестройки гомеомтатических систем человека и животных при действии на организм экологических факторов Сибири и Севера, молекулярные механизмы межклеточных взаимодействий, направленная регуляция активности генов, рациональное питание населения Сибири и Севера.
Научные труды: автор 484 публикаций в России и за рубежом, в том числе 8 монографий, 27 изобретений и 1 научного открытия.

### Научно-организационная деятельность
- член президиума СО РАМН;
- член Межведомственного научного совета СО РАМН № 56 по изучению медико-биологических проблем Сибири, Крайнего Севера и Дальнего Востока;
- председатель проблемной комиссии 05.56 по биохимии, молекулярной биологии и биотехнологии;
- член экспертного совета СО РАМН;
- председатель диссертационного совета Д 001.37.01 по защите диссертаций на соискание ученой степени доктора медицинских наук по специальности «биохимия» при ГУ НИИ биохимии СО РАМН;
- входил в состав редакционных советов журналов «Бюллетень Сибирского отделения РАМН» (заместитель главного редактора), «Вопросы питания», «Physical Chemical Biologie & Medicine».

## Награды
- Орден Дружбы (1996)[3]
- Заслуженный деятель науки Российской Федерации (2002)[4]
- Премия имени Н. И. Пирогова (1994) — за изучение роли лизосом и лизосомальных ферментов в механизмах клеточного повреждения при стрессе